# Ergocristina
L'ergocristina és un alcaloide de l’ergot que es troba de manera natural en el fong Claviceps purpurea, un paràsit que infecta gramínies com el sègol.
Forma part del subgrup dels alcaloides ergopeptínics, derivats de l’àcid lisèrgic. Juntament amb l’ergocornina i l’ergocriptina, és un component de l’ergotoxina. Aquests alcaloides poden causar ergotisme, una malaltia causada per la intoxicació amb la banya de sègol.
L’ergocristina té una estructura complexa formada per un anell ergolínic i un tripèptid que li permeten interaccionar amb diversos receptors de neurotransmissors com els de la serotonina, la dopamina i la noradrenalina. A conseqüència d’aquesta capacitat, aquesta toxina ha estat investigada per les seves possibles aplicacions farmacèutiques, però també pels seus efectes tòxics.
Avui en dia l’ergotoxina s’utilitza també com a biomarcador per monitorar possibles contaminacions fúngiques en cultius, donant-li així una gran importància en el sector de seguretat alimentària i anàlisi de productes derivats dels cereals.

## Estructura i propietats químiques
L’ergocristina pertany al grup de les ergopeptines, un subtipus d’alcaloides ergolínics caracteritzats per una estructura complexa derivada de l'àcid lisèrgic enllaçada a un tripèptid cíclic. La seva fórmula molecular és C₃₅H₃₉N₅O₅ i presenta una massa molar de 609,295 g/mol. A temperatura ambient, es presenta com un sòlid cristal·lí insoluble en aigua, però lleugerament soluble en etanol, acetona i cloroform i molt soluble en alcohol com l’etanol i el metanol.

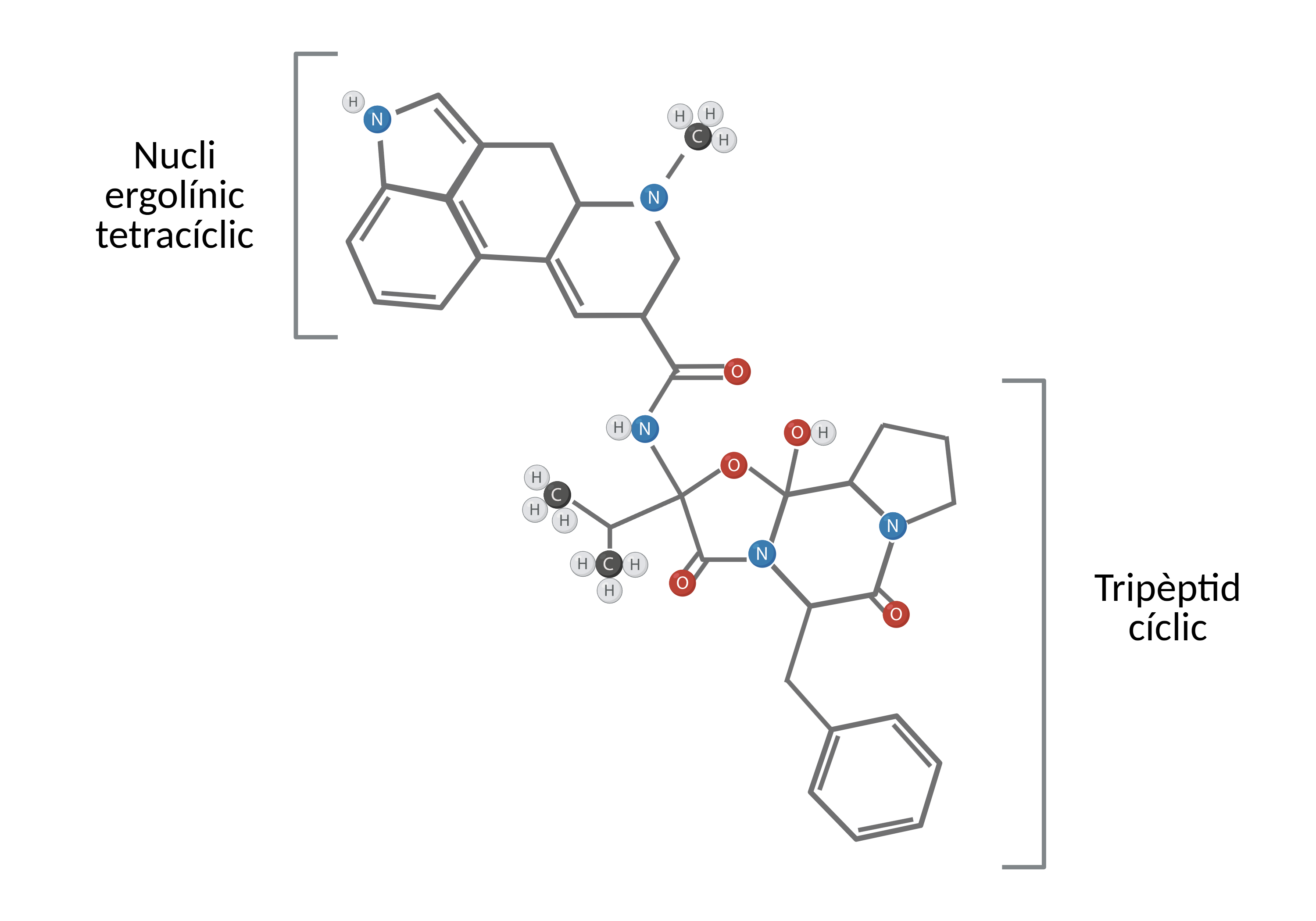
Estructura química de l'ergocristina

L’estructura química de l’ergocristina es basa en un nucli ergolínic tetracíclic, format per un grup indole fusionat amb tres anells addicionals, al qual se li uneix una cadena lateral (tripèptid cíclic) formada per tres aminoàcids: L-valina, L-fenilalanina i D-prolina, els quals estan enllaçats mitjançant enllaços amida. A més, la molècula presenta diversos grups funcionals com amines, grups metil i etil, grups hidroxi i dobles enllaços conjugats, que contribueixen a les seves propietats químiques.

## Origen i biosíntesi
Els precursors de l'ergocristina són: a) el triptòfan o L-triptòfan, precursor del nucli d'ergolina; b) el dimetilalil pirofosfat o DMAPP (intermediari de la via del mevalonat), que forma la unitat isoprenoide, i c) aminoàcids específics que dependran de l'ergopeptina (D-prolina, L-fenilalanina i L-valina).
Les principals etapes de la biosíntesi de l'ergocristina són:
- Formació del nucli d'ergolina: Unió del triptòfan amb DMAPP per formar dimetilaliltriptòfan (DMAT), aquest pas el sintetitza l’enzim DMAT sintetasa.
- Forma activa del nucli: Un cop format DMAT es formaran diversos intermediaris fins a arribar a l’agroclavina que passarà a la seva forma activa, dihidroergotamina, mitjançant monooxigenases i el citocrom P450.
- Formació del tripèptid: L’ergocristina és una ergopeptina, és a dir, un derivat peptídic de l’ergolina. En aquest pas es dona la condensació del nucli ergolínic amb un tripèptid format per D-prolina, L-fenilalanina i L-valina, que són els aminoàcids específics d’aquesta ergopeptina.[3]

## Fong productor
L’ergocristina és un ergopèptid produit majoritàriament pel fong Claviceps purpurea, tot i que també en són productores altres espècies com ara Claviceps grohii, Calamagrostis arudinaceae, Scolochloa festucacea o Lolium arundinaceum.
Claviceps purpurea és el fong productor més conegut d’aquest ergopèptid. És un fong paràsit que infecta espècies de cereals i gramínies com el sègol. El seu cicle biològic es divideix en tres parts: l’esporulació, la germinació i la infecció. En la fase d’infecció les ascospores de Claviceps purpurea contaminen flors obertes.
| Taxonomia Claviceps purpurea | Taxonomia Claviceps purpurea |
| ---------------------------- | ---------------------------- |
| Superregne                   | Eukaryota                    |
| Regne                        | Fungi                        |
| Filum                        | Ascomycota                   |
| Classe                       | Sordariomycetes              |
| Ordre                        | Hypocreales                  |
| Família                      | Clavicipitaceae              |
| Gènere                       | Claviceps                    |
| Espècie                      | Claviceps purpurea           |

## Efectes biològics i toxicitat

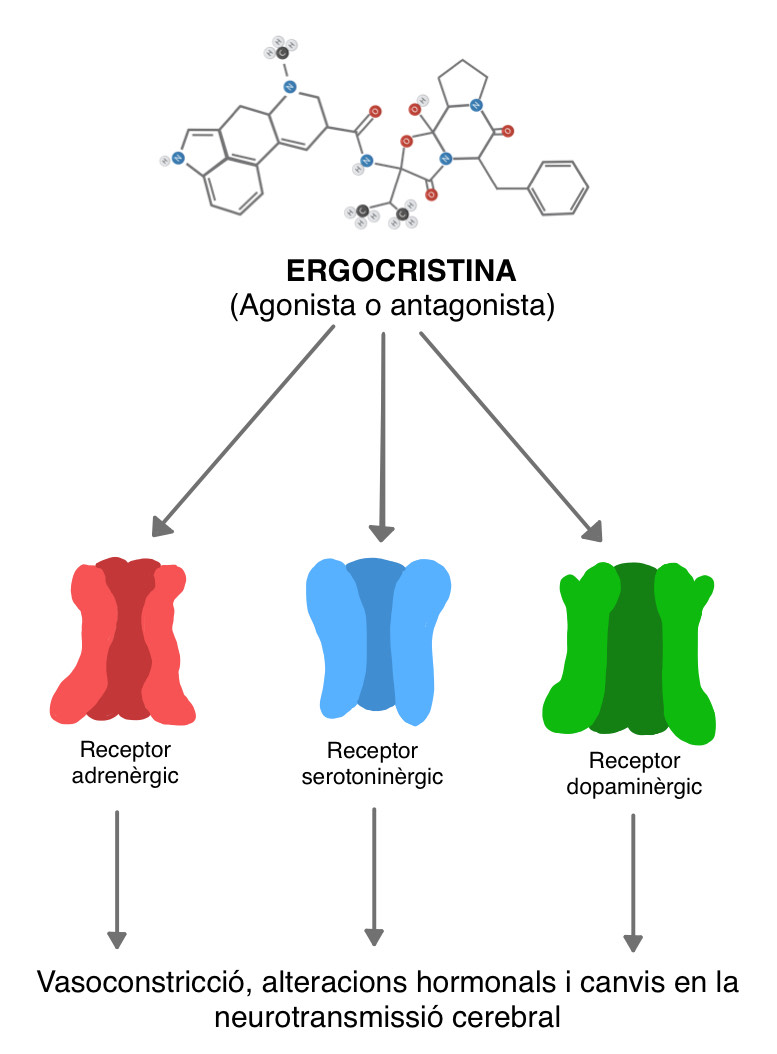
L’ergocristina mostra afinitat pels receptors serotoninèrgics, adrenèrgics i dopaminèrgics. Aquesta interacció pot provocar efectes com la vasoconstricció, alteracions hormonals i canvis en la neurotransmissió cerebral, relacionats amb els símptomes de l’ergotisme i possibles efectes farmacològics.

L’ergocristina exerceix els seus efectes mitjançant la interacció amb receptors adrenèrgics, serotoninèrgics i dopaminèrgics.
Els receptors α-adrenèrgics presinàptics, localitzats a les terminacions dels nervis cardioacceleradors postganglionars, regulen l'alliberament de noradrenalina. L'ergocristina, a través de l'activació d'aquests receptors, modula la quantitat de noradrenalina alliberada, cosa que pot influir en la resposta cardiovascular i nerviosa.
S’ha vist que pot reduir la taquicàrdia provocada per l'estimulació elèctrica dels nervis cardioacceleradors, activant els receptors α₁-adrenèrgics presinàptics, inhibint l'alliberament de noradrenalina.

###### Efectes sobre la pressió arterial
A més, l'ergocristina té un efecte vasoconstrictor significatiu, provocant un augment dependent de la dosi de la pressió arterial mitjana en models animals. Aquest efecte ha estat antagonitzat per agents que bloquegen els receptors α₁-adrenèrgics, com la iohimbina, el que suggereix un mecanisme d'acció competitiu.
L'ergocristina també s'ha mostrat sinèrgica amb guanfacina, un agonista selectiu dels receptors α₁-adrenèrgics. Quan es combinen, competeixen pels mateixos llocs d'unió als receptors.
A més, l'ergocristina també actua com un antagonista competitiu dels receptors α₁-adrenèrgics, com s'ha observat en experiments amb fenilefrina (un agonista potent dels receptors α₁).

### Toxicitat
Tot i els seus usos terapèutics, l'ergocristina pot presentar toxicitat quan s'utilitza en dosis elevades o durant períodes llargs. Depenent de la interacció amb els diversos receptors, pot causar els següents efectes tòxics:
- Ergotisme: intoxicació aguda que pot provocar gangrena, dolor muscular i trastorns neurològics, com al·lucinacions. Es produeix per l'efecte vasoconstrictor extrem que interfereix amb el flux sanguini normal, danyant els teixits.
- Hipertensió i arrítmies: L'ús prolongat d'ergocristina pot provocar hipertensió i arrítmies cardíaques.
- Efectes sobre el sistema nerviós: Els alcaloides de l'ergot com l'ergocristina poden tenir efectes neurològics, que inclouen al·lucinacions i trastorns cognitius.
- Interaccions amb altres medicaments: L'ergocristina pot interactuar amb altres medicaments, com els antagonistes dels receptors α₁-adrenèrgics (com la iohimbina), que poden modificar la seva efectivitat.[1][2]

## Aplicacions i usos
L’ergocristina té una presència limitada en usos, tant en l'àmbit farmacològic com en altres aspectes. Tot i això, els seus derivats alcaloides sí que són ben estesos en diferents tractaments.
L’efecte principal d’aquestes molècules és la vasoconstricció arterial, mediada per la interacció de la molècula amb receptors serotoninèrgics, dopaminèrgics i alfa-adrenèrgics. Aquesta propietat és molt aprofitada per a diverses situacions patològiques.
Aplicacions mèdiques:
- Migranyes: És de les aplicacions més comunes dels derivats de l’ergocristina, concretament de l’ergotamina, que actua sobre els receptors serotoninèrgics, provocant una vasoconstricció que ajuda a rebaixar la inflor i la inflamació a la zona cefàlica, grans contribuents del mal de cap. Té força contraindicacions (embarassades, pacients amb antecedents cardiovasculars, persones amb afectació hepàtica o renal), i pot provocar l’aparició de diversos efectes secundaris entre els quals trobem nàusees, vòmits, fatiga o dolor muscular. La interacció amb altres medicaments pot afavorir aquests símptomes. La seva gran eficàcia és un dels motius del seu ús.[6]

- Hemorràgies postpart: L’efecte vasoconstrictor de l’ergometrina, un altre dels derivats, s’ha demostrat útil en la regió uterina, per la qual cosa trobem el seu ús per reduir les hemorràgies postpart.

- Malaltia de Parkinson: Els derivats, bromocriptina i cabergolina actuen com a agonistes dopaminèrgics, actuant sobre aquests receptors i ajudant a restaurar l’activitat dopaminèrgica. És per això, que resulten útils en el tractament de la malaltia de Parkinson, tant en fases inicials i mitges com avançades. De totes maneres, el seu ús sol ser exclusiu en companyia del fàrmac per excel·lència d’aquesta malaltia, Levodopa, i els efectes tòxics que causen són motiu de controvèrsia del seu ús.[7][8][9]

- Trastorns de circulació en otorrinolaringologia: El derivat, dihidroergocristina, venut sota el nom Diertine, té un efecte regulador dels vasos perifèrics, que ajuda a pal·liar dolors, especialment a l’orella.[10]

Altres usos:
- LSD: La dietilamida de l'àcid lisèrgic és un dels derivats més coneguts de l’ergocristina, tenint un fort ús com a droga. És una droga psicoactiva que actua sobre el sistema serotoninèrgic, afectant l’estat d’ànim, el comportament, els sentits i els pensaments. És una droga de tipus al·lucinògena, i per això el seu principal símptoma són les al·lucinacions. A més, pot afectar a l’organisme elevant la pressió sanguínia, la temperatura corporal o provocant taquicàrdia, insomni, tremolors, i, en casos més greus esquizofrènia, ansietat i depressió.[11]

## Detecció i anàlisi

### Mètodes de laboratoris analítics
L'ergotisme és una malaltia comuna del blat i altres grans de cereals, sovint afectant el rendiment dels cultius a més del medi ambient. El gra infectat es pot contaminar amb esclerotia fosca, que conté metabòlits fúngics com els alcaloides ergots. L'aparició d'alcaloides ergots en cereals és una preocupació important per a la salut dels humans i del bestiar. Un cribratge eficaç i ràpid d'aquestes micotoxines és crucial per als productors, els processadors i els consumidors d'aliments i pinsos a base de cereals. Un nou mètode basat en la tècnica MALDI-TOF (espectrometria de masses) va ser desenvolupat per identificar quatre alcaloides ergots. Aquest mètode és adequat per al cribratge d'alt rendiment d'alcaloides ergots perquè permet una identificació ràpida i precisa, preparació de mostres simple, i no derivació o separació cromatogràfica.
També s’ha vist que els grans contaminats són més lleugers que els que estan sans i és possible separar-los per mitjans físics com ara la flotació, la suspensió en solució salina o la classificació amb aire.

### Mètodes de laboratoris clínics
En un estudi realitzat a la universitat de Kentucky i USDA-ARS publicat a la revista científica Journal of Agricultural and Food Chemistry es va desenvolupar i validar un mètode de cromatografia líquida-espectrometria de masses (LC-MS) per a la quantificació simultània de set alcaloides ergots (àcid lisèrgic, ergovina, ergovalina, ergcornina, ergotamina, ergocriptina i ergocristina) en el teixit vascular. Es tracta d’una cromatografia en fase inversa, acoblada a una font d'ionització d'electroesprai. Aquesta es va utilitzar per separar i ionitzar els alcaloides. Els ions moleculars protonats individualment, van ser detectats per monitorització d'un ió (SIM). La precisió intraassaig va ser del 3,4% al 16,1%. Els resultats d’aquest estudi indiquen que aquest mètode és adequat per a la quantificació d'alcaloides extrets del teixit vascular exposat in vitro.

## Història i context

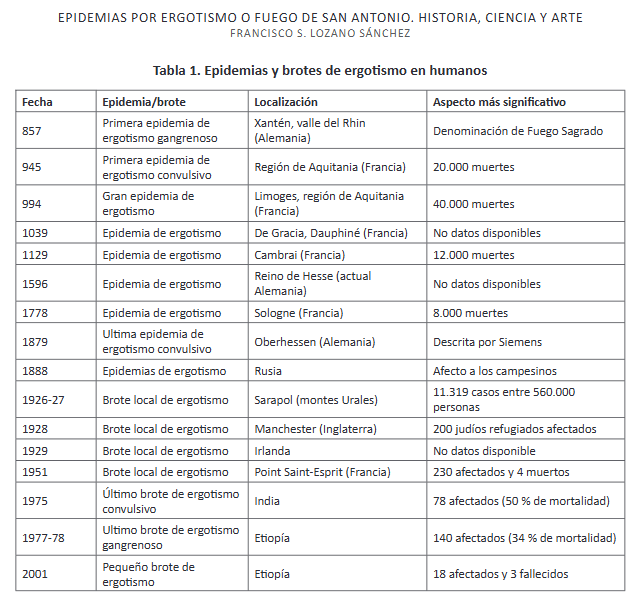
Epidèmies i brots d'ergotisme al llarg dels segles.

### Història
La presència de l’ergocristina i altres derivats alcaloides provinents del fong Claviceps purpurea en la història humana es trasllada a milers d’anys enrere.
El sègol és un cereal que va començar a utilitzar-se en l’agricultura a partir de l’any 3000 a.C. al Turquestan (Àsia mitja), i amb els anys va expandir-se per l’est d’Europa, fins a convertir-se en el cereal més panificable cap a l’edat mitjana. El clima europeu, càlid i humit proporcionava condicions òptimes per al creixement de fongs filamentosos sobre el cereal.
La parasitació de Claviceps purpurea era responsable de l’aparició de metabòlits tòxics, derivats alcaloides, entre els quals l'ergocristina que, amb la ingesta, afectaven greument humans i animals, una malaltia coneguda com a ergotisme. Els cereals contaminats tenien unes petites formes de banya visibles de color negre, que van rebre el nom de «banya del sègol».
L’any 857 es va registrar la primera epidèmia causada per la intoxicació amb aquestes toxines, a la regió de Xanten (Alemanya), amb tot un seguit d’epidèmies a tot el continent europeu fins al segle XIX. L’epidèmia més mortífera enregistrada en aquesta època es va patir a Llemotges, França, l’any 994 amb un total de 40.000 morts.
A partir de la primera epidèmia, la malaltia va rebre molts noms populars, sent el més conegut “Foc sagrat”, “foc” per la sensació d’ardor a les extremitats causat per l’ergotisme gangrenós i “sagrat” per què es pensava que representava un càstig diví. A partir del segle XIX, les epidèmies recurrents van convertir-se en brots més aïllats i menys mortífers en quantitat.
A Espanya, tot i no haver-hi casos registrats, es creu que també hi va haver una afectació estesa, especialment al nord de la península.
Durant l'Edat Mitjana, les intoxicacions amb ergot eren tan freqüents que es van crear hospitals, regentats per l'ordre de sant Antoni, dedicats exclusivament a tractar malalts per ergotisme. Una altra ordre, els canònics agustins de Sant Antoni, eren els encarregats de tractar els malalts, tractament que consistia a tocar els malalts amb un bàcul, i aleshores, aquests malalts havien d’iniciar un pelegrinatge. Sovint, aquest viatge implicava un canvi en la dieta: es substituïa el pa fet amb sègol (cereal contaminat pel fong) amb pa a base de blat. Els malalts, per tant, milloraven els símptomes, donat que deixaven d’estar exposats a l’aliment que els intoxicava.
A partir d’aquests pelegrinatges, la malaltia va rebre també el nom del “Foc de Sant Antoni”.

### Descobriment
L’ergocristina es va descobrir l’any 1937, en mans dels químics Arthur Stoll i Hans Burckhardt. Anteriorment, el 1906, esc va aïllar l’ergotoxina, molècula que per als descobridors semblava ser una de sola. Aquest pensament canviaria, però, tres dècades més tard, en què es va identificar com un compost de tres molècules alcaloides: ergocorina, ergocristina i ergocriptina.
A partir del seu descobriment i aïllament, ha estat útil per als estudis relacionats amb la modulació dels receptors sobre els quals actua, estudis dels efectes vasoconstrictors sobre l’organisme i per a utilitzar derivats en l’àmbit farmacològic.

## Distribució i impacte ambiental
La Claviceps purpurea té una distribució cosmopolita, i la trobem principalment a: Amèrica (tant sud com nord), Àfrica, Japó,  Australia i Eurasia.
Abans de la neteja de la collita trobem l'ergot present en; 23-30% en camps de blat, 15-30% en camps de blat dur, 27-39% en camps d’ordi, 45-66% en camps de triticale, 12-29% en camps de civada i 67-81% en camps de sègol. De tots els casos provocats per ergots, el 18,5% d'aquests eren causats per l'ergocristina, i es troben principalment al triticale i al sègol.
Aquesta penetrança en les collites va provocar que s'apliquessin noves tècniques agronòmiques per tal d'intentar prevenir les infeccions.
La presència d'aquests contaminants pot portar a la pèrdua de collites, restriccions en la comercialització i suposa un risc per a la salut humana i animal. Tot això implica despeses significatives per als agricultors i l'indústria agroalimentària.

### Resiliència ambiental
La producció d'espores es veu afavorida per temperatures d'entre 10 i 25ºC i una humitat elevada, tot i que els seus esclerocis poden sobreviure al sòl a l'hivern a una temperatura d'entre 0-5ºC almenys 25 dies, i després germinar a la primavera quan les condicions són òptimes. Això permet al fong persistir en diversos ambients i dificulta el seu control, especialment en regions amb primaveres humides i fresques com a les regions mencionades anteriorment.